# گونسالو پاسینسیا
گونسالو پاسینسیا (پرتغالی: Gonçalo Paciência؛ زادهٔ ۱ اوت ۱۹۹۴) بازیکن فوتبال اهل پرتغال است.
از باشگاه‌هایی که در آن بازی کرده‌است می‌توان به باشگاه فوتبال آکادمیکا، باشگاه فوتبال پورتو، باشگاه فوتبال المپیاکوس، باشگاه فوتبال ریو آوه و باشگاه فوتبال ویتوریا ستوبال اشاره کرد.
وی همچنین سابقه ۱ بازی برای تیم ملی فوتبال پرتغال در کارنامه دارد.